# Cerkev sv. Križa, Podlož
Cerkev sv. Križa, Podlož, romarska cerkev, 
župnija Stari trg pri Ložu.
Cerkev stoji na razgledni Križni gori, na območju prazgodovinskega gradišča. Ponaša se s petimi lepimi baročnimi oltarji in slikami slovenskega slikarja Fortunata Berganta. 
Po ljudskem izročilu je bil na mestu, kjer stoji sedanja cerkev, prej velik križ. Cerkev je bila v listinah prvič omenjena leta 1526 med cerkvami, ki morajo prispevati dragocenosti za financiranje obrambe proti Turkom. Janez Vajkard Valvasor jo omenja kot majhno cerkev sv. Križa. Leta 1743 je starotrški župnik Andrej Telban postavil 13 kapelic križevega pota, 14. postaja je bila cerkev. Leta 1745 je naslovil na oglejskega patriarha prošnjo, da dovoli postaviti večjo cerkev.
Zgradili so sedanjo, centralno zasnovano cerkev s tlorisom v obliki križa, ki jo sestavljajo pravokotna ladja, tristrano sklenjeni prezbiterij ter bočni kapeli, tudi tristrano zaključeni. Cerkev je bila posvečena leta 1767. Naslednje leto so pred fasado sezidali prostostoječ zvonik, sprva krit s čebulasto streho (žal danes služi kot stolp za antene). Tedaj je cerkev dobila tudi enotno opremo: pet baročnih oltarjev in prižnico. Oltarne podobe je naslikal slovenski slikar Fortunat Bergant. Njegove slike Kristus na križu z Marijo Magdaleno in jokajočimi otroškimi glavicami (na glavnem oltarju) ter Kristusovo bičanje in Kristus na Oljski gori (na stranskih oltarjih ob slavoločni steni) predstavljajo monumentalen in pretresljiv pasijonski cikel, ki se odlikuje po veliki izraznosti v obrazih in kretnjah figur ter po baročni pisanosti kombinacije rdeče in modre barve z rahlim kovinskim bleskom. Ciklus je nekoč dopolnjevala vsaj še oltarna slika Kristus v ječi v eni od kapel. Bergantovi sta tudi sliki v atikah slavoločnih oltarjev, drastično žanrski sv. Vid v kotlu in pravljično priljudni sv. Trije kralji, medtem ko sta sliki Marija dobrega srca in sv. Ana iz kapele ob poti izgubljeni.
V letih 1869–1871 sta slikarja Štefan in Janez Šubic s freskami poslikala prezbiterij in kapeli.